# Roccia

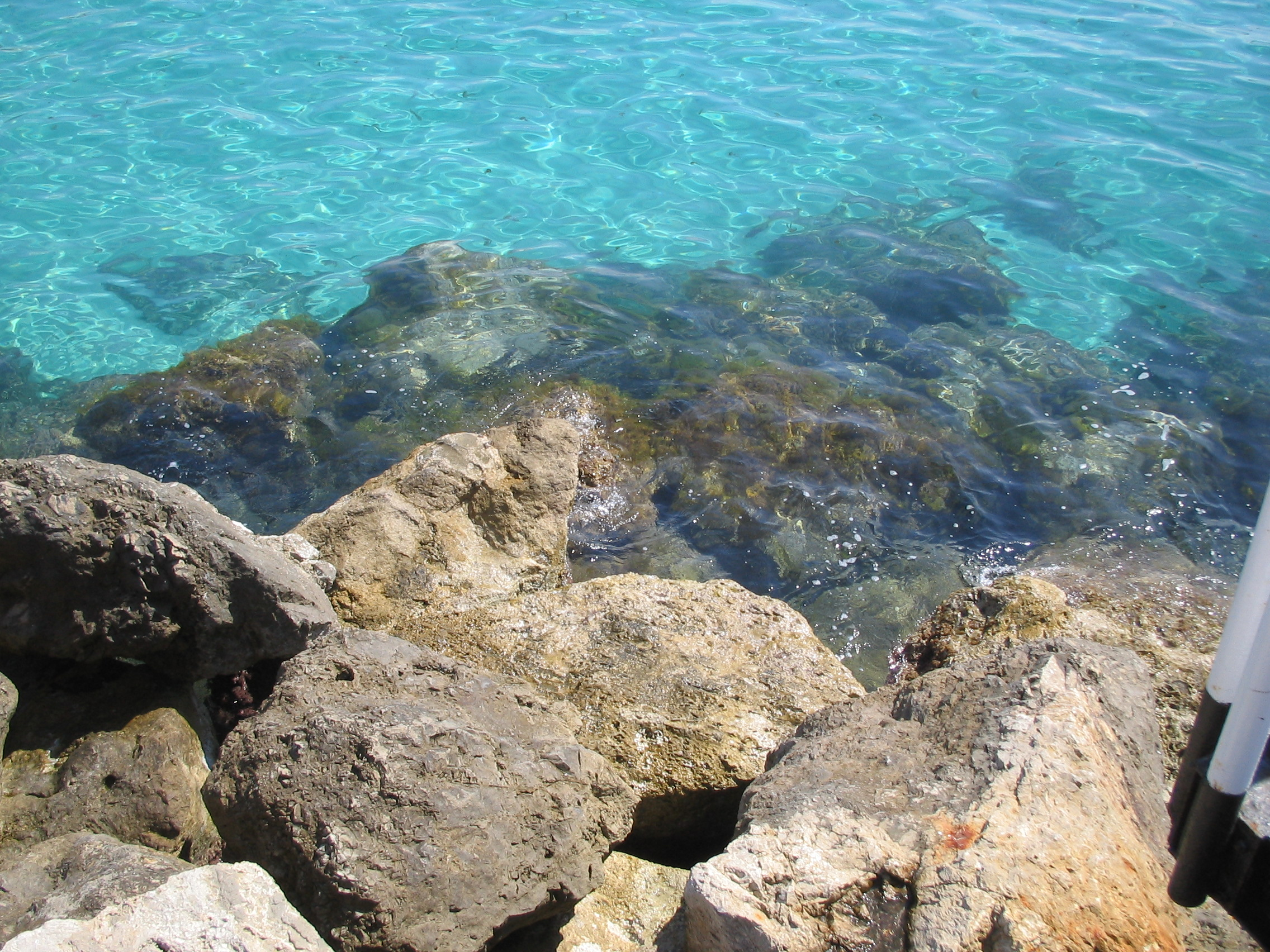
Alcuni scogli sul mare.

Una roccia è un aggregato naturale di minerali solidi. Sebbene rocce di diversa origine e dalle diverse caratteristiche possono trovarsi a stretto contatto, la loro natura non dipende solo dalla sua origine, ma anche dalle condizioni fisico-ambientali in cui viene a trovarsi. La scienza che ne studia la formazione è detta petrografia.

## Descrizione e formazione

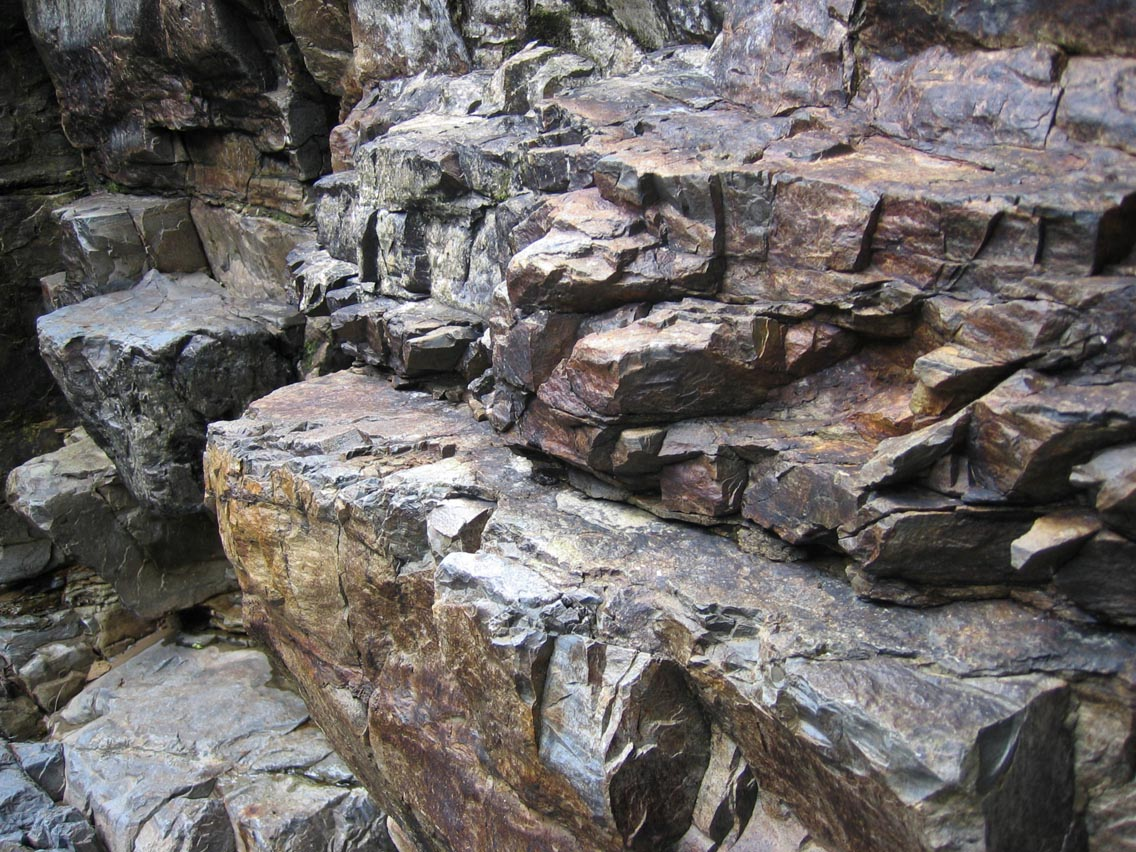
Affioramento roccioso lungo un torrente di montagna vicino a Orosí, Costa Rica.

Al contrario dei minerali, le rocce non possono essere espresse o definite mediante formule in quanto non presentano una composizione chimica definita; esse sono costituite da più minerali, quindi fondamentalmente eterogenee. Le rocce omogenee, invece, contengono un unico tipo di minerale; in questo particolare caso la distinzione tra roccia e minerale diventa molto sottile: in genere alla roccia manca una vera continuità (vi è praticamente sempre la presenza di impurità).

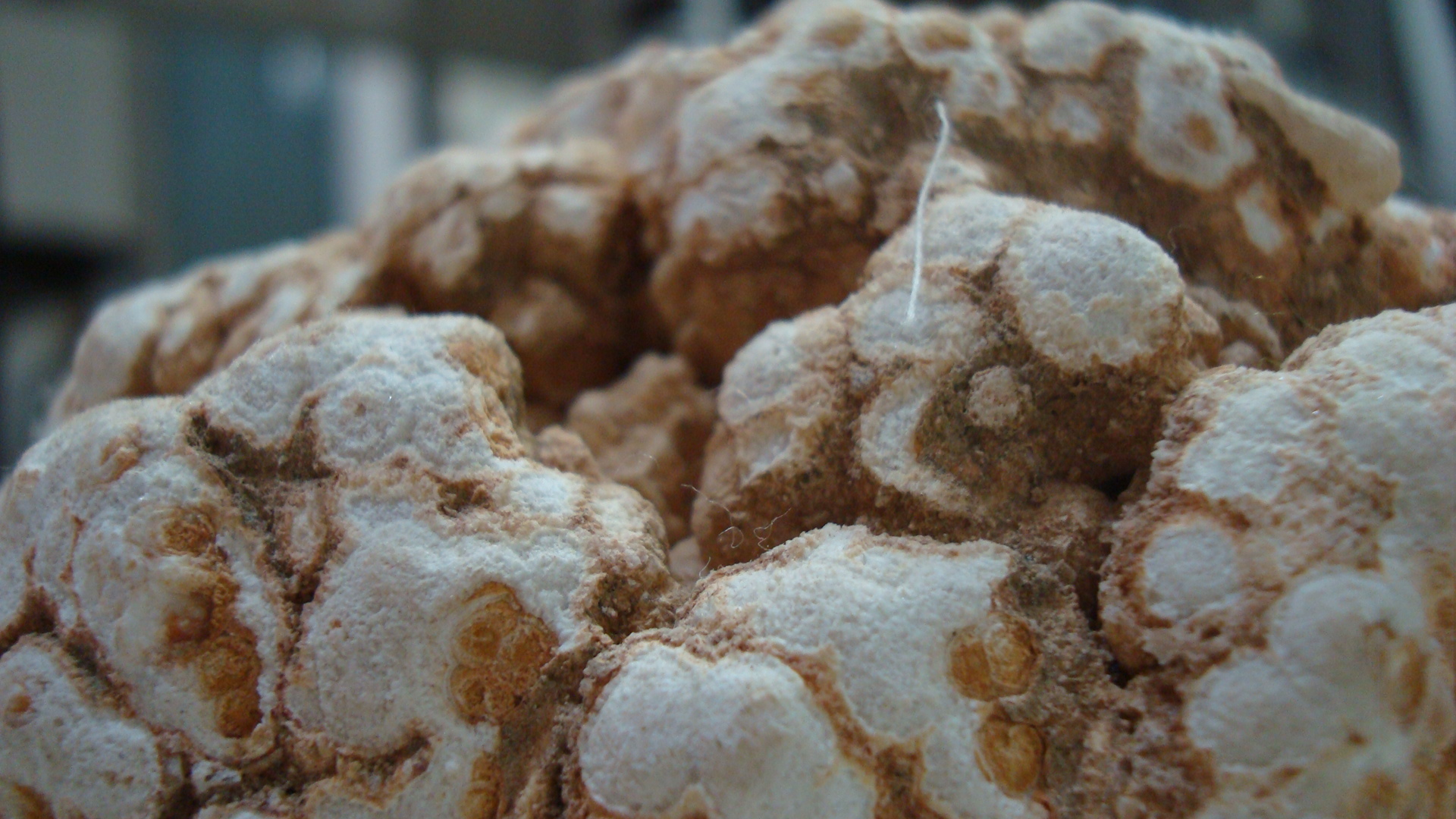
Particolare di stalagmite

Le rocce ignee si formano quando il magma si raffredda nella crosta terrestre o la lava si raffredda sulla superficie del suolo o sul fondo del mare. Le rocce metamorfiche si formano quando le rocce esistenti sono soggette a pressioni e temperature così grandi da trasformarsi, cosa che si verifica, ad esempio, quando le piastre continentali si scontrano. Le rocce sedimentarie sono formate dalla diagenesi o dalla litificazione dei sedimenti, che a loro volta sono formati dall'erosione, dal trasporto e da eventuali deposito di sedimento delle rocce esistenti.

## Classificazione
Le rocce sono composte da granuli di minerali, che sono solidi omogenei formati da un composto chimico disposto in modo ordinato. I minerali aggregati che formano la roccia sono tenuti insieme da legami chimici. I tipi e l'abbondanza di minerali in una roccia sono determinati dal modo in cui è stata formata. La maggior parte delle rocce contiene minerali di silicato, composti che includono tetraedri di ossido di silicio nel loro reticolo cristallino e rappresentano circa un terzo di tutte le specie minerali conosciute e circa il 95% della crosta terrestre. La proporzione di silice nelle rocce e nei minerali è un fattore importante nel determinare i loro nomi e proprietà.
Le rocce sono classificate in base a caratteristiche quali composizione minerale e chimica, permeabilità, consistenza delle particelle costituenti e dimensione delle particelle. Queste proprietà fisiche sono il risultato dei processi che hanno formato le rocce. Nel corso del tempo, le rocce possono trasformarsi da un tipo a un altro, come descritto da un modello geologico chiamato ciclo delle rocce. Questa trasformazione produce tre classi generali di roccia: ignea, sedimentaria e metamorfica. Queste tre classi sono suddivise in molti gruppi. Non ci sono, tuttavia, confini duri e veloci tra le rocce alleate. 
Aumentando o diminuendo le proporzioni dei loro minerali, passano attraverso le gradazioni dall'uno all'altro; le strutture distintive di un tipo di roccia possono quindi essere rintracciate gradualmente fondendosi con quelle di un altro. Quindi le definizioni adottate nei nomi delle rocce corrispondono semplicemente ai punti selezionati in una serie progressivamente graduata.

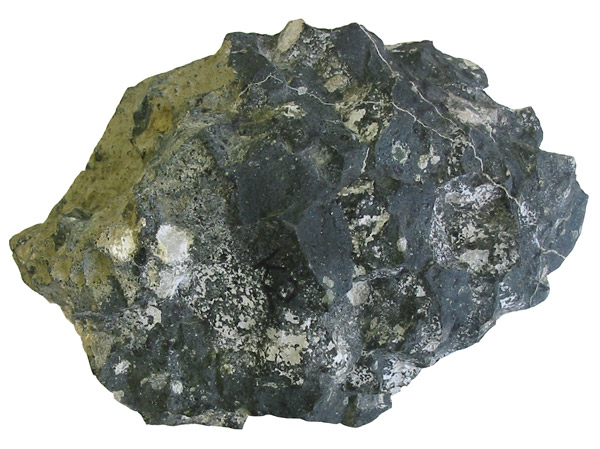
Una roccia ignea (kimberlite)

In geologia, a seconda del processo litogenetico che dà loro origine, le rocce vengono distinte in tre grandi categorie:
- Rocce magmatiche, dette anche ignee, sono le rocce ottenute dalla solidificazione del magma, una massa fusa generata nelle profondità della litosfera (quindi di origine endogena) e contenente elementi volatili (prevalentemente acqua, e in misura minore anidride carbonica, acidi, idrogeno) che conferiscono ad essa fluidità e accelerano le reazioni chimiche. Il magma si produce dalla fusione parziale di rocce preesistenti nel mantello o nella crosta terrestre. In genere, la fusione delle rocce è causata da uno o più di tre processi: un aumento della temperatura, una diminuzione della pressione o un apporto di fluidi dall'esterno. Le rocce magmatiche costituiscono la quasi totalità della crosta terrestre e del mantello. Esempi ne sono il basalto, la diorite, il granito.

Le rocce magmatiche, per via delle varie modalità in cui si solidifica il magma, vengono a loro volta suddivise in rocce magmatiche intrusive (dette anche plutoniche, da Plutone, dio degli inferi), vulcaniche (effusive o piroclastiche), ipoabissali o filoniane:
1. Le prime si formano all'interno della crosta terrestre o nella parte più superficiale del mantello terrestre e sono caratterizzate da un lento raffreddamento che favorisce la crescita dei cristalli al loro interno (all'incirca 150 000 anni), tipiche rocce di questo tipo sono i graniti e le quarzo-dioriti;
2. Le seconde invece si formano in seguito ad un'eruzione (che può produrre colate laviche o prodotti piroclastici) e pertanto subiscono un raffreddamento veloce che "congela" parte della roccia in uno stato amorfo. Sono formate da pasta di fondo microcristallina; la loro struttura è vetrosa. Esempi sono il basalto, il porfido e la pomice.
3. Le rocce filoniane o ipoabissali, non solidificano sotto la superficie terrestre, ma in piccole cavità a profondità modeste, hanno un raffreddamento abbastanza veloce.

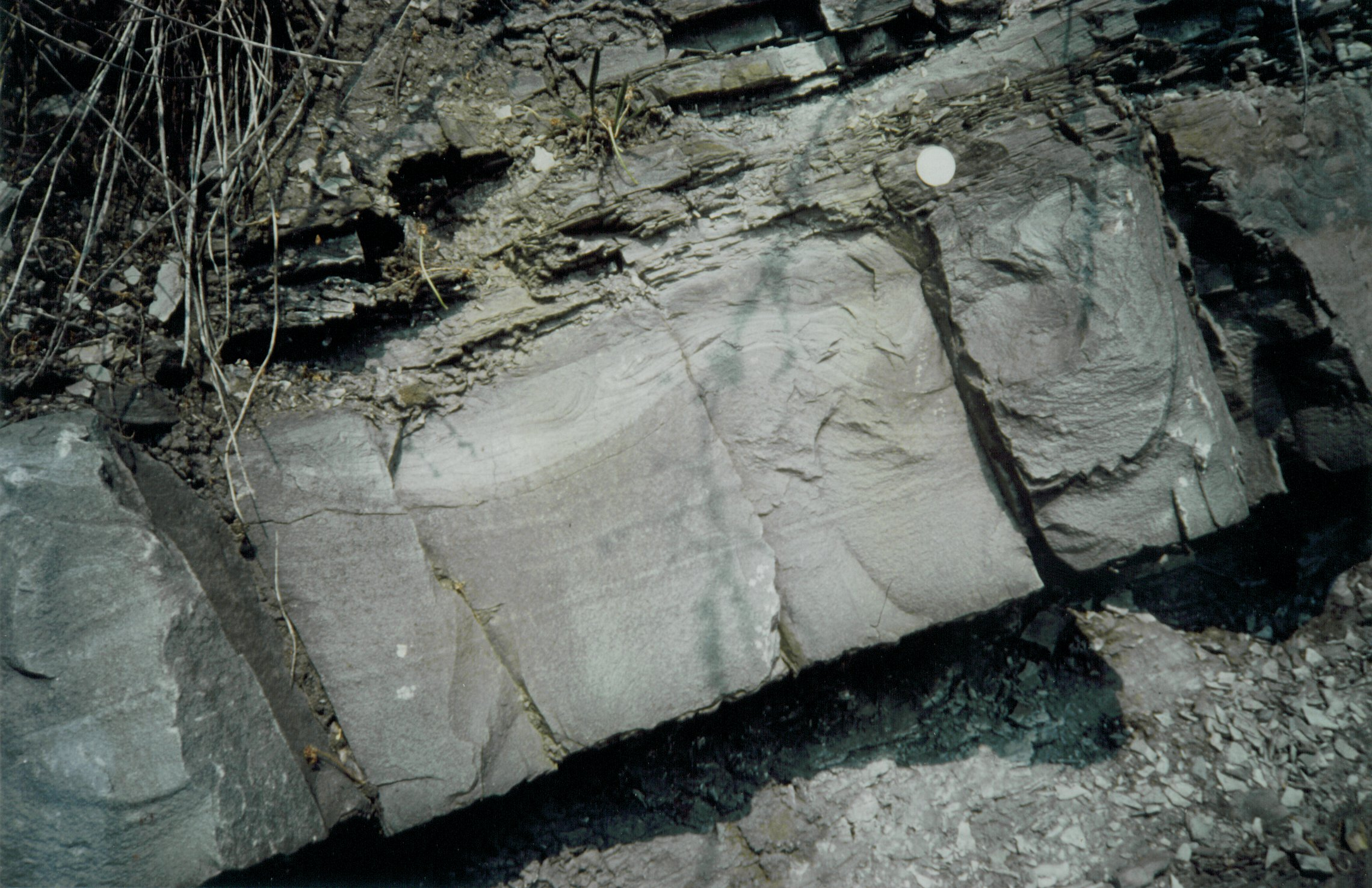
Una roccia sedimentaria (turbidite)

- Rocce sedimentarie, sono le rocce generate per sedimentazione di detriti inorganici, organici e sali minerali, consolidati dalla successiva o contemporanea deposizione di una sostanza cementante. Si dividono in rocce di deposito chimico, organogene e clastiche:
  - Le rocce di deposito chimico si formano in seguito all'evaporazione dell'acqua e alla conseguente precipitazione dei sali disciolti (come ad esempio il gesso).
  - Le rocce organogene si formano in seguito alla sedimentazione di parti dure di organismi viventi.
  - Le rocce clastiche (o detritiche) si originano dalla disgregazione di rocce preesistenti. In alcune di esse si possono distinguere i clasti, immersi in una sostanza cementante, detta matrice. Si tratta in sostanza di antichi sedimenti litificati a seguito di fasi di degradazione meteorica, erosione, trasporto e sedimentazione. Sono le rocce più diffuse sulla superficie terrestre in quanto coprono oltre l'80% delle terre emerse. Alcuni esempi sono l'arenaria, il calcare, la dolomia.Una roccia metamorfica (gneiss)

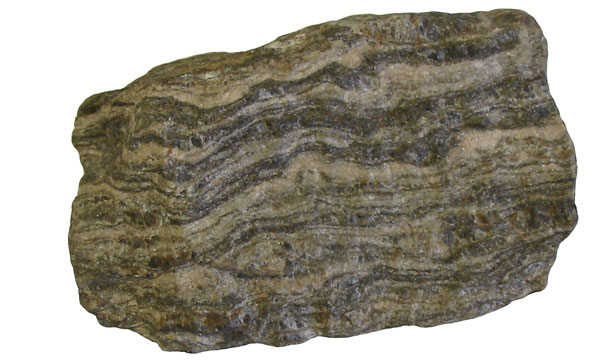
Una roccia metamorfica (gneiss)

- Rocce metamorfiche, sono rocce magmatiche o sedimentarie, derivanti da rocce preesistenti, che sono state portate in condizioni di pressione e temperatura diverse da quelle presenti al momento della loro formazione. In seguito a questi cambiamenti la roccia subisce metamorfosi o trasformazioni chimiche e fisiche che ne alterano ad esempio la composizione mineralogica. Un esempio è il marmo. Esse si formano soprattutto in zone più attive dal punto di vista geologico, proprio a causa delle forze endogene della terra.

## Estrazione

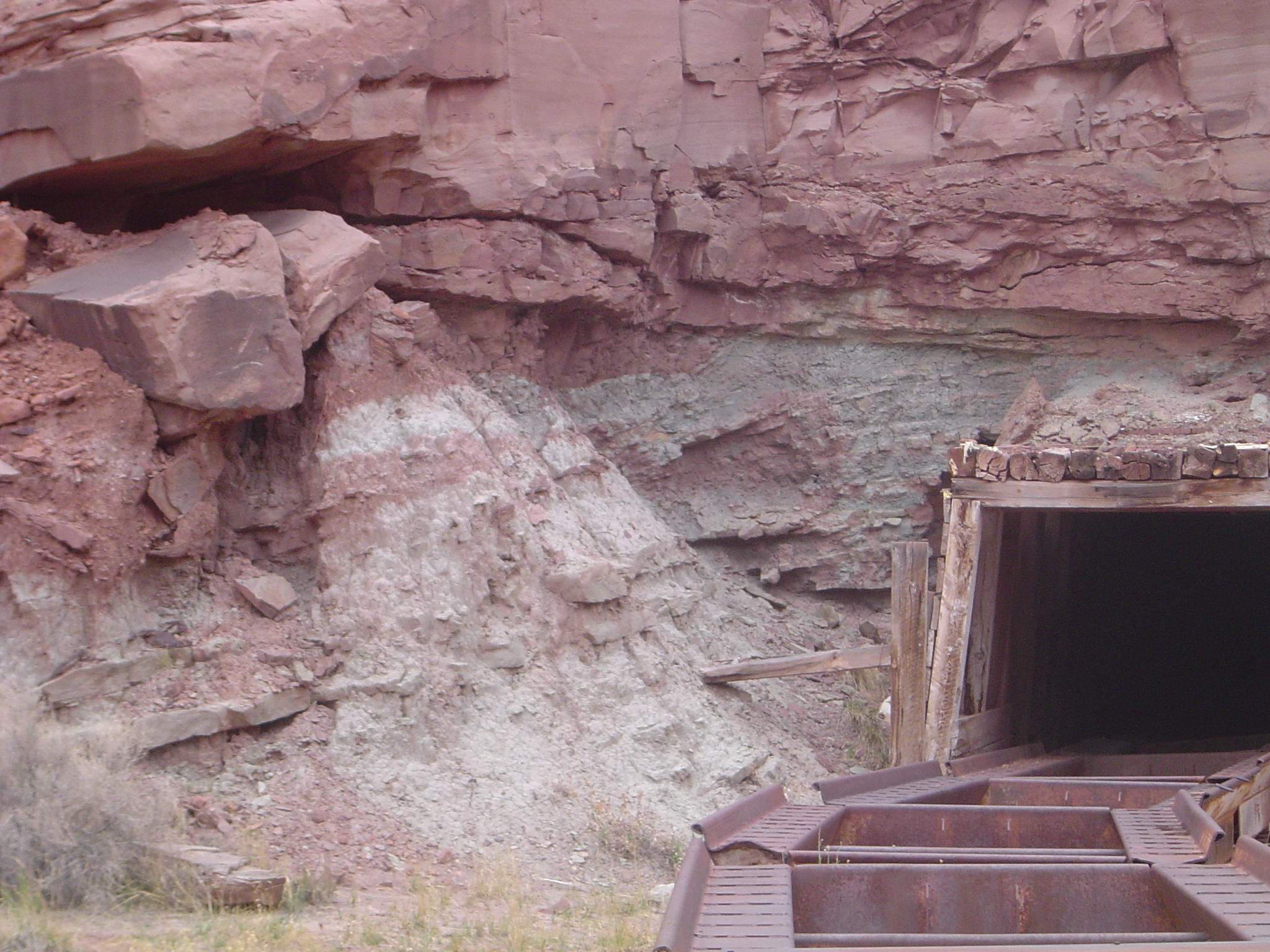
Miniera di uranio creata da Charles Steen vicino a Moab.

L'estrazione mineraria è l'estrazione di minerali preziosi o altri materiali geologici dalla terra, da un corpo minerale, una vena o una cucitura.  Il termine include anche la rimozione del suolo. I materiali recuperati dalle miniere includono metalli di base, metalli preziosi, ferro, uranio, carbone, diamanti, calcare, scisti bituminosi, sale di roccia, cloruro di potassio, aggregato di costruzione e pietra di dimensioni. 
L'estrazione mineraria è necessaria per ottenere qualsiasi materiale che non può essere coltivato attraverso processi agricoli o creato artificialmente in un laboratorio o in una fabbrica. L'estrazione mineraria in senso lato comprende l'estrazione di qualsiasi risorsa naturale (es. petrolio, gas naturale, sale o persino acqua) dalla terra. L'estrazione di rocce e metalli è stata effettuata sin dalla Preistoria. I moderni processi di estrazione prevedono la ricerca di depositi di minerali, l'analisi del potenziale di profitto di una miniera proposta, l'estrazione dei materiali desiderati e infine la bonifica del terreno per prepararlo ad altri usi una volta che l'estrazione termina.
I processi di estrazione possono creare impatti negativi sull'ambiente sia durante le operazioni di estrazione che per anni dopo la cessazione dell'estrazione. Questi potenziali impatti hanno portato la maggior parte delle nazioni del mondo ad adottare regolamenti per gestire gli effetti negativi delle operazioni minerarie.

## Utilizzo

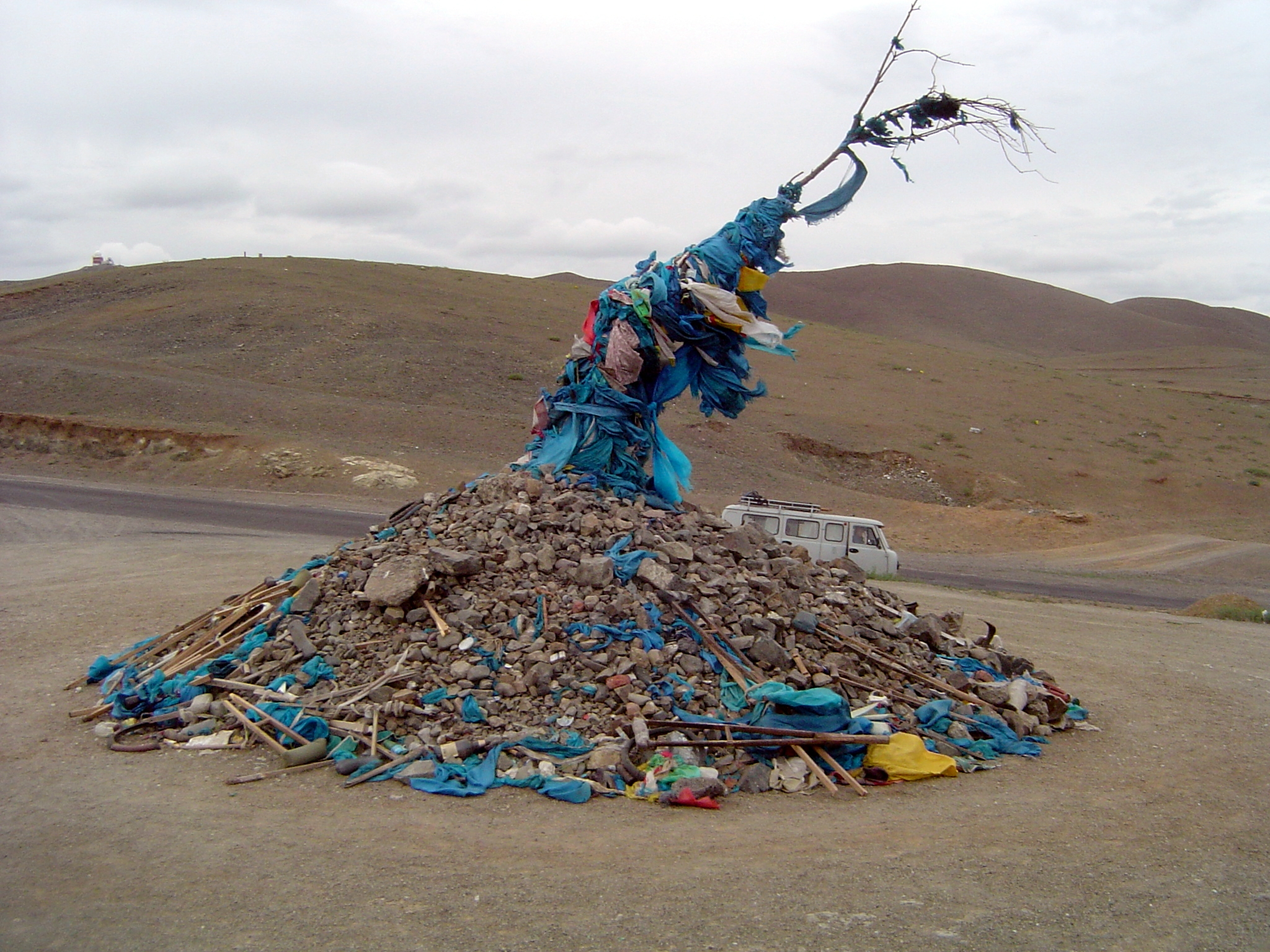
Cortile cerimoniale di rocce, un ovoo, proveniente dalla Mongolia.

L'uso della roccia ha avuto un impatto enorme sullo sviluppo culturale e tecnologico della razza umana, essendo stata usata dall'uomo e da altri ominidi per almeno 2,5 milioni di anni; le tecnologie e le tecniche dell'attività litica hanno infatti segnato alcune delle tecnologie più antiche e utilizzate continuamente. 
L'estrazione della roccia da parte dell'industria mineraria per il suo contenuto di metallo è stata uno dei fattori più importanti per il progresso umano e ha progredito a ritmi diversi in luoghi diversi, in parte a causa del tipo di metalli disponibili dalla roccia di una regione. L'utilizzo della roccia come materiale da costruzione e di arredamento è antichissima e costituisce ancora oggi una importante attività in molte zone dell'Italia del mondo.

## Significati simbolici
In massoneria la pietra è un simbolo importante ed è uno dei "gioielli immobili" presenti in una loggia massonica. Rappresenta simbolicamente quanto necessario ai "fratelli apprendisti" per istruirsi nel lavoro latomistico, con il fine di pulimentarla, metafora del cambiamento da operare su di sé, per il proprio miglioramento umano e spirituale.